# 山縣慎司
山縣 慎司（やまがた しんじ、1950年8月11日 - ）は、日本のテレビプロデューサー。
元フジテレビディレクター・プロデューサーで、横澤彪班に属していた。
愛称は「ベースケ」。福岡県北九州市（旧小倉市）出身。大阪府立勝山高等学校・日本大学芸術学部卒業。

## 来歴
演劇の道を志望していたが挫折し、フジテレビ系列の制作子会社に入社。その後フジテレビグループの組織再編に伴い、フジテレビに移籍。横澤彪率いる横澤班に所属し、『オレたちひょうきん族』『笑っていいとも!』などの番組にディレクターとして携わる。
『ひょうきん族』では「ひょうきんディレクターズ」として、『いいとも!』ではスタッフ隊として番組に出演もしていた。1987年9月、横澤の勇退と同時にプロデューサーに昇任し、『ライオンのいただきます』を引き継ぐ。その後、『あっぱれさんま大先生』の立ち上げ、佐藤義和の後任として『笑っていいとも!』のプロデューサーなどを歴任した後、広報局視聴者センターへ異動し、2010年8月付で定年退職した。

## 「笑っていいとも！」担当時のエピソード
- 1993年10月、佐藤義和・荻野繁から引き継ぎ、『笑っていいとも!』のプロデューサーに就任。1994年9月までの1年間プロデューサーを務め、チーフプロデューサーとして1995年9月まで携わった。また、『いいとも!』の後座番組『ライオンのごきげんよう』も担当していた。いいともプロデューサー時代は、チーフディレクターに三宅恵介、チーフプロデューサーに荻野、制作（ゼネラルプロデューサー）に佐藤がそれぞれ就任し、既に退社しフリー転身していた永峰明を除く「ひょうきんディレクターズ」がスタッフ陣に揃った。
- 1982年10月の開始以来11年間変わらず使用していた手書き文字による名前スーパーを、プロデュース担当開始と同時に時代に合わせて廃止し、写植文字（写研の石井太丸ゴシック）へ変更させた[2]。また、司会であるタモリの夏季休暇（夏休み）を認めなくしたのもこの時ともされる（これに関しては山縣の意向だけではなく、若かった今までとは異なり他の収録放送の自身のレギュラー番組のまとめ撮りをしなくてはならず1週間程度の休みでは休んだ気がしないというタモリ本人の意向もある）。
- 先代のプロデューサーとは違い、1度も担当期間中セットは変更しなかった（ただし、チーフプロデューサー就任時に変更している）。
- 1993年10月、当時ディレクターで後に山縣・鈴木恵悟からプロデューサーを引き継ぐ荒井昭博の提案で、視聴率対策として翌年1994年4月に若年女性層をターゲットにし、番組開始後初めてジャニーズ事務所所属者（いずれもSMAPの中居正広・香取慎吾）をレギュラーに起用した（後に荒井がプロデューサーに就任した1995年10月には同じくSMAPの草彅剛も加入した）。これら3人は番組終了の2014年3月に至るまでレギュラー出演を継続した。

## 過去に担当した番組
アシスタントディレクター、ディレクター
- スター千一夜
- ズバリ!当てましょう
- 笑ってる場合ですよ!
- 笑っていいとも!
- 笑っていいとも!増刊号
- オレたちひょうきん族（1981年5月〜1987年8月）
  - ひょうきんディレクターズのメンバーとして、「ひょうきんパラダイス」というレコードを発売している。
- FNSスーパースペシャル1億人のテレビ夢列島（1987年）
- 平成教育テレビ（1992年〜1994年）
- タモリ・たけし・さんまBIG3 世紀のゴルフマッチ

プロデューサー
- 笑っていいとも!（1993年10月〜1994年9月、3代目→1994年10月～1995年9月チーフプロデューサー）
- あっぱれさんま大先生（1988年〜1996年、初代）
- ライオンのいただきます（2代目）
- ライオンのごきげんよう（初代）
- 明石家サンタの史上最大のクリスマスプレゼントショー（2代目）
- FNS大感謝祭（1993年）
- 心はロンリー気持ちは「…」（2代目）
- ゴールド・ラッシュ! (テレビ番組)

など